# Sialis morrisoni
Sialis morrisoni là một loài côn trùng trong họ Sialidae thuộc bộ Megaloptera. Loài này được K. Davis miêu tả năm 1903.